# Saint-Jean-de-Losne
Saint-Jean-de-Losne település Franciaországban, Côte-d’Or megyében. Lakosainak száma 1001 fő (2022. január 1.). Saint-Jean-de-Losne Losne és Saint-Usage községekkel határos.

## Népesség
A település népessége az elmúlt években az alábbi módon változott:
| Lakosok száma | 1623 | 1476 | 1342 | 1208 | 1167 | 1124 | 1092 | 1063 | 1039 | 1001 |
|               | 1968 | 1982 | 1990 | 2006 | 2013 | 2015 | 2017 | 2019 | 2020 | 2022 |